# Juusjärvi hällmålning
Juusjärvi hällmålning (finska: Juusjärven kalliomaalaus) är en hällmålning i Kyrkslätt vid sjön Juusjärvi i det finländska landskapet Nyland. Målningen är från bronsåldern.

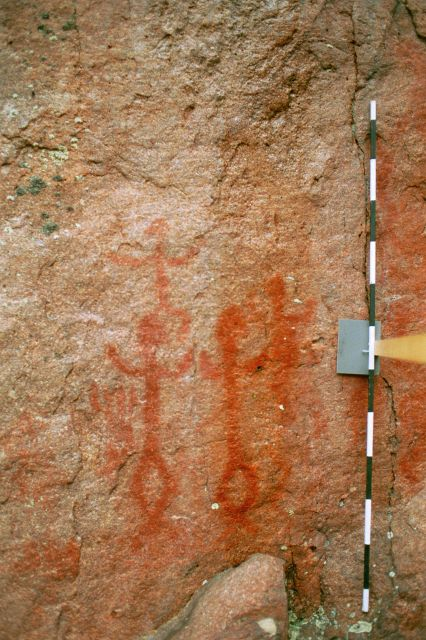
Juusjärvi hällmålningar i Kyrkslätt.

## Fyndet
Även om målningen var känd bland lokalbefolkningen sedan tidigare anses arkeologen Veikko Lehtosal som dess upptäckare då han fann hällmålningen vid en rutininventering i området år 1963. De lokala invånarna hade trott att målningarna hade gjorts av barn eller byggarbetare, men Lehtosalo förstod att målningarna är mycket äldre.
Innan upptäckten av Juusjärvi hällmålning hade bara en hällmålning hittats i Finland. Den hittades vid sjön Vitträsk år 1911, bara fem kilometer från Juusjärvi hällmålning. Efter att fyndet uppmärksammats i pressen började allmänheten att uppmärksamma liknande målningar. Den tredje hällmålningen hittades vid Valkeissaari i Taipalsaari kommun i Södra Karelen år 1966.
Helsingforsnejdens hällmålningar är unika i Finland eftersom de har målats vid det forntida havet, innan landhöjningen. Till de unika hällmålningar hör förutom Juusjärvi också Vitträsk hällmålning, Jänsikallio och svävande objektet vid Karstu fornborg i Lojo och Rekottila fornborg i Pemar.